# Savoia-Marchetti S.65
Il Savoia-Marchetti S.65 era un idrocorsa bimotore progettato per la partecipazione alla Coppa Schneider del 1929.

## Storia

### Sviluppo
Progettato dall'ingegner Alessandro Marchetti, per la partecipazione alla Coppa Schneider, l'S.65 venne affidato per i collaudi al pilota Tommaso Dal Molin, solamente nel luglio del 1929; con solo 40 giorni di tempo a disposizione prima dell'inizio della competizione, il velivolo venne scartato anche se i primi riscontri risultarono incoraggianti.
Nel mese di gennaio del 1930 il velivolo venne modificato nei galleggianti e nell'ala ottenendo un risparmio di peso significativo.
Sul lago di Garda, il 18 gennaio 1930, in fase di decollo, in seguito ad un brusco distacco dal pelo dell'acqua, Dal Molin non fu in grado di correggere l'assetto del velivolo che si inabissò, provocando la morte del pilota.
Dagli accertamenti svolti sul relitto del velivolo, venne stabilito che l'incidente fu causato dalla deformazione di uno dei puntoni che azionavano i piani di coda.

## Descrizione tecnica

### Struttura
Monoplano ad ala bassa, a sbalzo, il S.65 era un idrovolante a scarponi, caratterizzato dal doppio trave di coda a sostegno dei piani orizzontali e dalla particolare formula bimotore che vedeva i due motori alloggiati nella corta fusoliera, posti uno in posizione anteriore (azionante un'elica traente) ed uno in posizione posteriore (azionante un'elica spingente). Tra le due unità motrici era realizzato l'abitacolo.
La disposizione delle unità motrici avrebbe dovuto consentire di eliminare (o ridurre notevolmente) l'effetto della coppia.

### Motore
I due motori erano due Isotta Fraschini Asso da 1 000 CV ma fonti diverse non concordano sullo specifico modello.